# Medicina nucleare
La medicina nucleare è quella branca della medicina che utilizza sostanze radioattive (radiofarmaci) a scopo diagnostico, terapeutico e di ricerca biomedica. Le metodiche diagnostiche consistono nello studio della fissazione di un radionuclide legato a una molecola carrier (vettore), che "mima" l'attività metabolica di un tessuto o si fissa a quest'ultimo mediante l'interazione con opportuni recettori, come ad esempio l'utilizzo di un anticorpo monoclonale che lega ad esso un radionuclide.
La terapia radiometabolica si effettua impiegando sostanze che, legandosi ai tessuti patologici con meccanismi simili ai farmaci usati in campo diagnostico, consentono di colpirli in maniera selettiva e con un'alta dose di radiazioni ad alto LET (come le particelle β− o α) risparmiando in larga misura i tessuti sani.
Per approfondire gli aspetti fisici, biologici e radioprotezionistici che riguardano le interazioni della radiazioni con la materia si raccomanda la lettura delle voci radiazioni ionizzanti, radiobiologia e radioprotezione.
Negli ultimi anni si parla sempre di più di radiomica, definita una "nuova scienza in oncologia" e legata all'integrazione delle informazioni provenienti dall'imaging radiologico e le conoscenze del medico nucleare, sottolineando la necessità di parametrare i biomarcatori tumorali fra loro per meglio integrare le notizie forniteci (per es., volume della neoplasia, neo-angiogenesi, la cellularità...).

## Radionuclidi

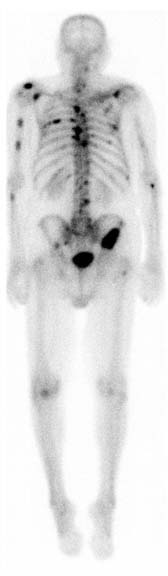
La scintigrafia mostra metastasi ossee da carcinoma prostatico.

Il radionuclide più utilizzato è il tecnezio-99m, che emette radiazioni gamma con energia di 140 keV (ottimali per la gamma camera) ed ha un'emivita di circa 6 ore, compatibile con la durata degli esami ma comunque abbastanza breve da consentire una limitata irradiazione del paziente e della popolazione. Il 99mTc viene prodotto tramite un generatore 99Mo-99mTc che ne garantisce un'ottima disponibilità.

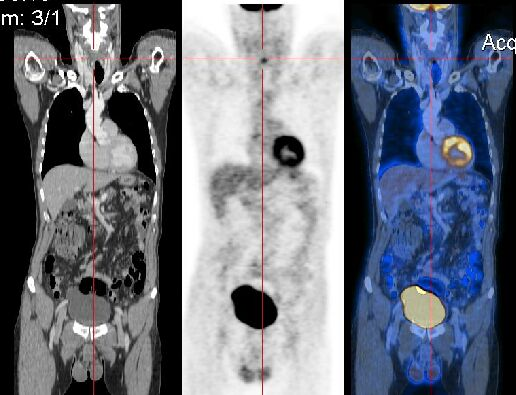
Immagini TC e PET sovrapposte

Altri radionuclidi di comune utilizzo sono:
- indio-111;
- iodio-123 e iodio-131 (che ha essenzialmente una componente β− e viene usato principalmente nelle terapie radiometaboliche per la tiroide);
- samario-153 e radio-223 per la terapia delle metastasi ossee;
- renio-186, Ittrio-90, lutezio-177 ed erbio-169 per varie terapie radiometaboliche.

I radiofarmaci β+ emittenti, per lo studio con la metodica PET, sono in gran parte legati al fluoro-18. Per produrre questo radioisotopo è necessario utilizzare una macchina molto costosa chiamata ciclotrone, che solo poche strutture industriali, ospedaliere o universitarie possono permettersi di mantenere. Per tale ragione gli altri radioisotopi emittenti positroni ottenibili tramite questa macchina sono molto meno utilizzati nella pratica clinica. Il carbonio-11, l'ossigeno-15 e l'azoto-13 infatti hanno emivite brevissime (pochi minuti o secondi) incompatibili con il trasporto dal sito di produzione a quello di utilizzo se queste due strutture sono distanti.
È anche possibile ottenere radioisotopi emittenti positroni usando generatori simili a quelli esistenti per il tecnezio. I generatori di questo tipo più conosciuti sono quello che da come prodotto il rubidio-82 (utilizzabile per lo studio PET di perfusione cardiaca) e soprattutto il generatore germanio-68/gallio-68 che consente di ottenere gallio-68 utile alla marcatura di molti radiofarmaci fra cui gli analoghi della somatostatina,

## Le apparecchiature

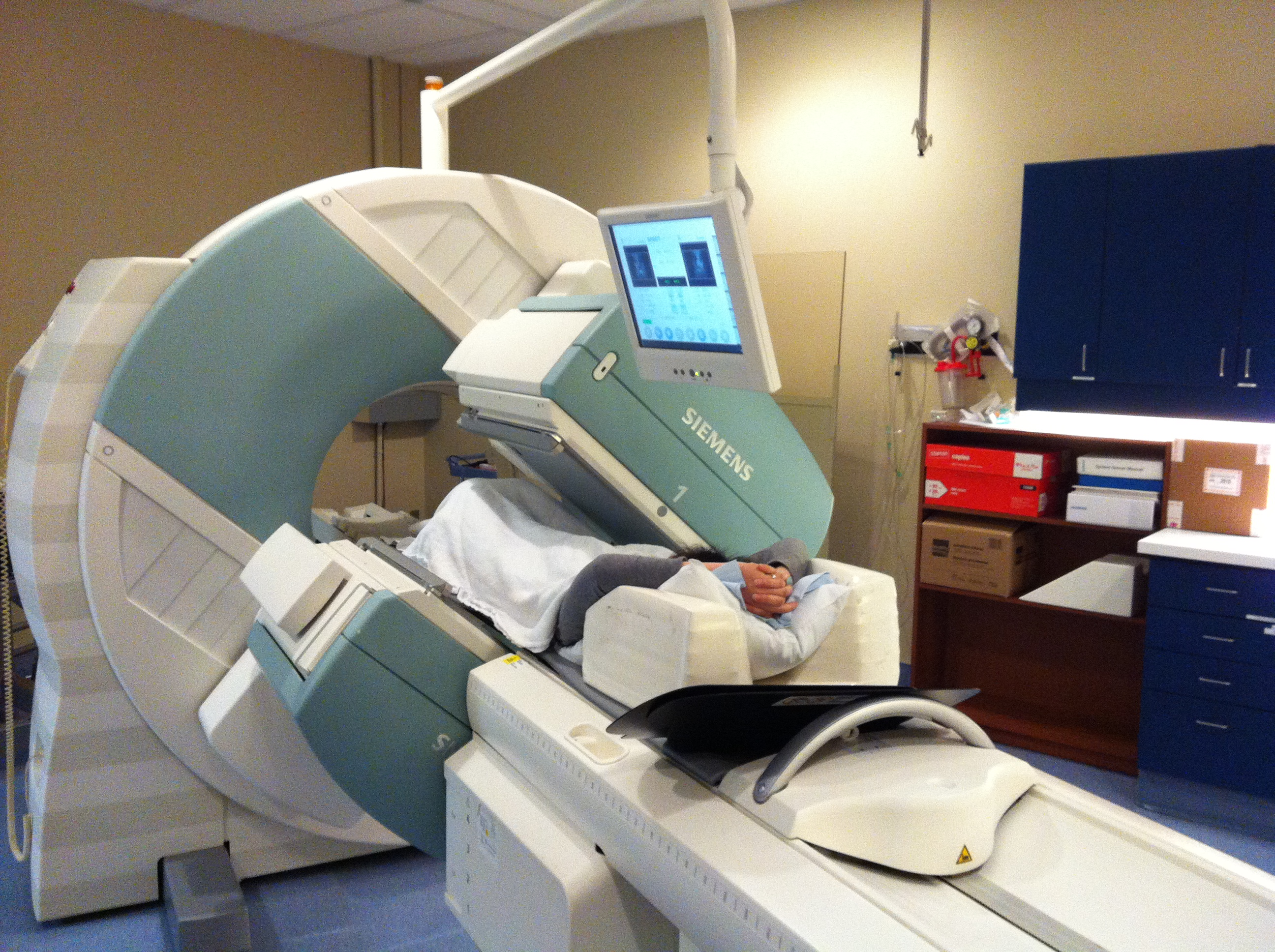
Acquisizione SPECT mediante gamma camera

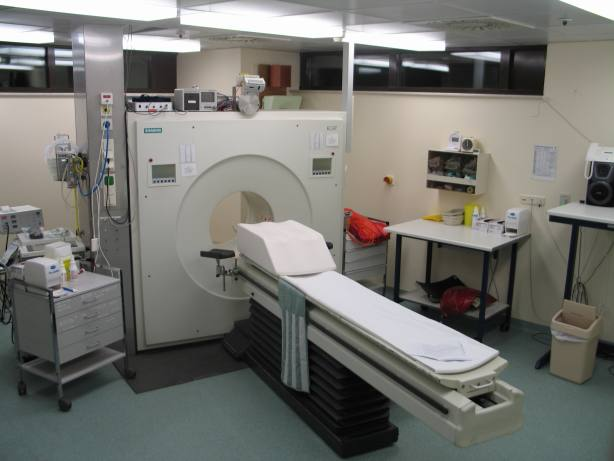
Tomografo PET

Le apparecchiature utilizzate per la produzione di immagini (gamma camera e tomografo PET) utilizzano dei cristalli a scintillazione che consentono la visualizzazione delle zone di fissazione del radionuclide all'interno dell'organismo. Tali cristalli emettono luce quando vengono colpiti dalla radiazione gamma, emessa direttamente dal radiofarmaco che viene iniettato al paziente o generata per annichilazione dei positroni emessi dai radiofarmaci per la PET (in quest'ultimo caso vengono ricercati gli eventi di coincidenza, per maggiori dettagli consultare la relativa voce). La luce così rilevata è poi convertita in un segnale elettrico-digitale per l'analisi computerizzata. La fissazione del radiofarmaco a livello di determinate zone del corpo può essere misurata anche mediante opportune sonde in grado di contare il numero di radiazioni con cui interagiscono.
Mediante acquisizioni tomografiche è inoltre possibile lo studio tridimensionale dell'organo (PET e SPECT).

## Diagnostica Medico-Nucleare
Qui sotto sono elencate le principali indagini scintigrafiche. 
- Linfoscintigrafia degli arti
- Neuroimaging del sistema dopaminergico
- Ricerca del linfonodo sentinella
- Scintigrafia con granulociti marcati
- Scintigrafia corticosurrenalica
- Scintigrafia delle ghiandole salivari
- Scintigrafia ossea
- Scintigrafia/Tomoscintigrafia miocardica
- Scintigrafia polmonare
- Scintigrafia renale
- Scintigrafia paratiroidea
- Scintigrafia per la ricerca di angiomi epatici
- Scintigrafia per la ricerca di sanguinamenti occulti
- Scintigrafia per lo studio del fegato e delle vie biliari
- Scintigrafia per lo studio del transito esofago-gastro-duodenale
- Scintigrafia tiroidea
- SPECT cerebrale perfusionale
- Studio scintigrafico della mucosa gastrica eterotopica (ricerca del diverticolo di Meckel)
- Teranostica dei tumori neuroendocrini

Le indagini PET sono illustrate nella relativa voce e, più in dettaglio, nelle seguenti sottovoci:
- Utilizzo della PET in oncologia
- PET cerebrale
- PET cardiaca
- Teranostica dei tumori neuroendocrini
- Studio PET degli adenomi e delle iperplasie paratiroidee
- Teranostica del carcinoma prostatico

## Terapia radiometabolica
La terapia radiometabolica (anche terapia con radionuclidi, radioterapia metabolica) è quella branca della medicina nucleare che si occupa di trattare alcune patologie sfruttando particolari caratteristiche o degli isotopi radioattivi nativi o di alcuni farmaci, che vengono poi marcati con isotopi appropriati (di norma beta-emettitori puri, ma talvolta emettitori alfa o di elettroni Auger).
Spesso i radiofarmaci utilizzati per gli studi diagnostici sono essi stessi emettitori di particelle cariche (131I) oppure possiedono delle controparti con emissione gamma (difosfonati, ligandi dei recettori della somatostatina, ecc.), pertanto una terapia radiometabolica può essere guidata e monitorata mediante le immagini medico-nucleari ottenute durante il trattamento o prima di esso (approccio teranostico).
Gli impieghi principali sono:
- Terapia radiometabolica dell'ipertiroidismo: di qualunque origine sia (autoimmune, o uni- e multi-nodulare), tramite 131I.
- Terapia radiometabolica del carcinoma tiroideo differenziato, sfruttando la capacità residua di fissare 131I.
- Teranostica dei tumori neuroendocrini
- Radioembolizzazione intrarteriosa delle neoplasie primitive e delle metastasi epatiche (TARE)
- Terapia radiometabolica delle metastasi ossee dolorose.
- Terapia delle sinoviti croniche ipertrofiche dolorose (radiosinoviortesi).
- Radioimmunoterapia dei linfomi CD20 positivi usando Ibritumomab tiuxetan, ossia l'unione di un anticorpo chimerico anti-CD20 con 90Y.
- Teranostica del carcinoma prostatico